# Großer Preis von Ungarn 2012
Der Große Preis von Ungarn 2012 (offiziell Formula 1 Eni Magyar Nagydíj 2012) fand am 29. Juli auf dem Hungaroring in Mogyoród statt und war das elfte Rennen der Formel-1-Weltmeisterschaft 2012.

## Berichte

### Hintergrund
Nach dem Großen Preis von Deutschland führte Fernando Alonso in der Fahrerwertung mit 34 Punkten vor Mark Webber und 44 Punkten vor Sebastian Vettel. In der Konstrukteurswertung führte Red Bull-Renault mit 53 Punkten vor Ferrari und mit 70 Punkten vor McLaren-Mercedes.
Beim Großen Preis von Ungarn stellte Pirelli den Fahrern die Reifenmischungen P Zero Medium (weiß) und P Zero Soft (gelb), sowie für nasse Bedingungen Cinturato Intermediates (grün) und Cinturato Full-Wets (blau) zur Verfügung.
Mit Michael Schumacher (viermal), Jenson Button, Lewis Hamilton (jeweils zweimal), Alonso, Kimi Räikkönen, Heikki Kovalainen und Webber (jeweils einmal) traten sieben ehemalige Sieger zu diesem Grand Prix an.
Als Rennkommissare fungierten Gerd Ennser (DEU), Lajos Herczeg (HUN), Radovan Novak (CZE) und Danny Sullivan (USA).

### Training
Im ersten freien Training fuhr Hamilton die Bestzeit vor seinem Teamkollegen Button und Alonso. In diesem Training übernahm Jules Bianchi den Force India von Nico Hülkenberg, Valtteri Bottas den Williams von Bruno Senna und Dani Clos den HRT von Narain Karthikeyan.
Im zweiten freien Training fing es während des Trainings an zu regnen. Dabei verlor Schumacher die Kontrolle übers ein Fahrzeug und demolierte die Frontpartie seines Autos bei einem Unfall. Hamilton war erneut der schnellste Pilot. Räikkönen wurde Zweiter, Senna Dritter.
Im dritten freien Training fuhr Webber auf trockener Strecke die schnellste Zeit vor Hamilton und Vettel.

### Qualifying
Im ersten Abschnitt des Qualifyings fuhr Hamilton die Bestzeit. Die HRT-, Marussia- und Caterham-Piloten sowie Daniel Ricciardo schieden aus. Im zweiten Abschnitt blieb Hamilton an der Spitze. Die Piloten auf den Plätzen zwei bis zehn lagen innerhalb von etwa dreizehntel Sekunden. Die Mercedes- und Sauber-Piloten sowie Jean-Éric Vergne, Paul di Resta und Webber schieden aus. Im finalen Abschnitt erzielte Hamilton erneut die schnellste Runde und erhielt damit die Pole-Position vor Romain Grosjean und Vettel.

### Rennen
Der Start musste zunächst abgebrochen werden und eine weitere Einführungsrunde durchgeführt werden. Der Grund für den Startabbruch war, dass Schumacher die falsche Startposition eingenommen hatte. Anstatt auf die 17. Position zu fahren, fuhr Schumacher auf die 19. Position. Er stellte darauf seinen Motor ab, da er dachte, dass für diesen Fall eine fünfminütige Unterbrechung vorgesehen sei. Diese Regelung galt allerdings nur bis 2006. Schumacher wurde in die Boxengasse geschoben und nahm das Rennen von dort auf.
Beim Start kam Hamilton gut los und behielt die Führung ungefährdet. Grosjean wurde von Vettel angegriffen und behauptete seine Position. Vettel verlor dabei Schwung. Dies ermöglichte Button, in der zweiten Kurve außen an Vettel vorbei auf die dritte Position zu fahren. Auch dahinter gab es Verschiebungen. Alonso ging an Räikkönen vorbei auf den fünften Platz. In der Anfangsphase ging Schumacher zum Reifenwechsel an die Box. Allerdings fuhr er zu schnell und erhielt umgehend eine Durchfahrtsstrafe. In der Anfangsphase versuchten die Piloten, ihre Reifen zu schonen.
An der Spitze setzten sich Hamilton und Grosjean ab. Grosjean hatte wenige Sekunden Rückstand auf Hamilton. Button geriet auf dem dritten Platz unter Druck von Vettel. In der 15. Runde war Button der erste Pilot aus der Spitzengruppe, der an die Box ging. Er wechselte von den weicheren auf die härtere Reifenmischung. Drei Runden später folgen Vettel und Alonso. Während Alonso ebenfalls auf die härteren Reifen wechselte, blieb Vettel auf der weicheren Mischung. Button blieb vor Vettel, Alonso fiel hinter Sergio Pérez, der noch nicht gestoppt hatte, zurück und war daher nicht in der Lage, den Vorteil der frischen Reifen zu nutzen. Hamilton ging vor Grosjean an die Box und ging, nachdem der zwischenzeitlich Führende Räikkönen gestoppt hatte, erneut in Führung. Hamilton wechselte auf die härtere Mischung, die Lotus-Piloten blieben auf der weicheren Reifenmischung. Räikkönen ging durch den Stopp an Alonso vorbei.
Grosjean, der durch einen nicht optimalen Boxenstopp einige Sekunden auf Hamilton verloren hatte, machte den Rückstand schließlich wieder weg und sein Abstand auf Hamilton schwankte um eine Sekunde. In der 34. Runde ging Button erneut an die Box. Er wechselte auf die weichere Reifenmischung. Fünf Runden später ging Vettel an Button, der hinter Senna zurückgefallen war, vorbei. Kurz danach absolvierten auch Grosjean und Hamilton ihren zweiten Stopp. Vettel, Grosjean und Button fuhren nun auf der härteren Reifenmischung. Grosjean fiel zunächst hinter Alonso zurück. Alonso und Räikkönen blieben von der Spitzengruppe länger auf der Strecke und nahmen auch die härtere Reifenmischung mit. Während Alonso keine Plätze gutmachte, übernahm Räikkönen, der einen guten zweiten Stint gefahren war, nach einem engen Zweikampf mit Grosjean den zweiten Platz hinter Hamilton. Zwar verbremste sich Räikkönen, da er aber auf der Innenbahn war und Grosjean die Auslaufzone zum Ausweichen nutzte, blieb er vor Grosjean.
Im Mittelfeld gab es ein Duell zwischen Pastor Maldonado und di Resta. Maldonado fuhr innen in eine Rechtskurve herein und drängte di Resta mit einer Berührung in die Auslaufzone. Die Rennleitung belegte Maldonado daraufhin mit einer Durchfahrtsstrafe für das Verursachen einer Kollision.
Räikkönen holte den Rückstand auf Hamilton auf und lag schließlich bis zum Ende des Rennens in etwa eine Sekunde hinter Hamilton. Einen Überholversuch unternahm er jedoch nicht, da er dafür nie nah genug an seinem Gegner herankam. Vettel und Button gingen noch einmal an die Box. Button wechselte auf die härtere, Vettel auf die weichere Reifenmischung. Button fiel hinter Alonso zurück; Vettel kam direkt vor Alonso zurück auf die Strecke und behielt seine Position, war aber auf frischeren Reifen. Er machte bis zum Rennende den Rückstand auf Grosjean wieder vollständig weg, zu einem Überholversuch kam es aber nicht mehr.
Vor dem Ende des Rennens fielen Schumacher und Karthikeyan aus. Schumacher gab mit einem technischen Defekt an der Box auf, Karthikeyan stellte sein Auto mit einem Bruch der Lenkung ab. Dieser Defekt kündigte sich über einige Runden an, indem das Auto leicht nach rechts zog.
Hamilton gewann schließlich das Rennen vor den Lotus-Piloten Räikkönen und Grosjean. Vettel wurde Vierter vor Alonso und Button. Die weiteren Punkte gingen an Senna, Webber, Felipe Massa und Nico Rosberg. Hamilton gewann den 19. Grand-Prix seiner Formel-1-Karriere.
In der Weltmeisterschaft vergrößerte Alonso den Abstand auf den zweitplatzierten Webber. Vettel, Hamilton und Räikkönen auf den Plätzen dahinter holten auf. Bei den Konstrukteuren blieb Red Bull in Führung. Ferrari fiel vom zweiten auf den vierten Platz zurück. McLaren war vor Lotus neu auf dem zweiten Platz.
Bis zum nächsten Rennen, dem Großen Preis von Belgien, gab es ein fünfwöchige Sommerpause.

## Meldeliste
| Team                          | Nr. | Fahrer             | Chassis           | Motor                | Reifen |
| ----------------------------- | --- | ------------------ | ----------------- | -------------------- | ------ |
| Red Bull Racing               | 01  | Sebastian Vettel   | Red Bull RB8      | Renault 2.4 V8       | P      |
| Red Bull Racing               | 02  | Mark Webber        | Red Bull RB8      | Renault 2.4 V8       | P      |
| Vodafone McLaren Mercedes     | 03  | Jenson Button      | McLaren MP4-27    | Mercedes-Benz 2.4 V8 | P      |
| Vodafone McLaren Mercedes     | 04  | Lewis Hamilton     | McLaren MP4-27    | Mercedes-Benz 2.4 V8 | P      |
| Scuderia Ferrari              | 05  | Fernando Alonso    | Ferrari F2012     | Ferrari 2.4 V8       | P      |
| Scuderia Ferrari              | 06  | Felipe Massa       | Ferrari F2012     | Ferrari 2.4 V8       | P      |
| Mercedes AMG Petronas F1 Team | 07  | Michael Schumacher | Mercedes F1 W03   | Mercedes-Benz 2.4 V8 | P      |
| Mercedes AMG Petronas F1 Team | 08  | Nico Rosberg       | Mercedes F1 W03   | Mercedes-Benz 2.4 V8 | P      |
| Lotus F1 Team                 | 09  | Kimi Räikkönen     | Lotus E20         | Renault 2.4 V8       | P      |
| Lotus F1 Team                 | 10  | Romain Grosjean    | Lotus E20         | Renault 2.4 V8       | P      |
| Sahara Force India F1 Team    | 11  | Paul di Resta      | Force India VJM05 | Mercedes-Benz 2.4 V8 | P      |
| Sahara Force India F1 Team    | 12  | Jules Bianchi      | Force India VJM05 | Mercedes-Benz 2.4 V8 | P      |
| Sahara Force India F1 Team    | 12  | Nico Hülkenberg    | Force India VJM05 | Mercedes-Benz 2.4 V8 | P      |
| Sauber F1 Team                | 14  | Kamui Kobayashi    | Sauber C31        | Ferrari 2.4 V8       | P      |
| Sauber F1 Team                | 15  | Sergio Pérez       | Sauber C31        | Ferrari 2.4 V8       | P      |
| Scuderia Toro Rosso           | 16  | Daniel Ricciardo   | Toro Rosso STR7   | Ferrari 2.4 V8       | P      |
| Scuderia Toro Rosso           | 17  | Jean-Éric Vergne   | Toro Rosso STR7   | Ferrari 2.4 V8       | P      |
| Williams F1 Team              | 18  | Pastor Maldonado   | Williams FW34     | Renault 2.4 V8       | P      |
| Williams F1 Team              | 19  | Valtteri Bottas    | Williams FW34     | Renault 2.4 V8       | P      |
| Williams F1 Team              | 19  | Bruno Senna        | Williams FW34     | Renault 2.4 V8       | P      |
| Caterham F1 Team              | 20  | Heikki Kovalainen  | Caterham CT01     | Renault 2.4 V8       | P      |
| Caterham F1 Team              | 21  | Witali Petrow      | Caterham CT01     | Renault 2.4 V8       | P      |
| HRT F1 Team                   | 22  | Pedro de la Rosa   | HRT F112          | Cosworth 2.4 V8      | P      |
| HRT F1 Team                   | 23  | Dani Clos          | HRT F112          | Cosworth 2.4 V8      | P      |
| HRT F1 Team                   | 23  | Narain Karthikeyan | HRT F112          | Cosworth 2.4 V8      | P      |
| Marussia F1 Team              | 24  | Timo Glock         | Marussia MR01     | Cosworth 2.4 V8      | P      |
| Marussia F1 Team              | 25  | Charles Pic        | Marussia MR01     | Cosworth 2.4 V8      | P      |

Anmerkungen
1. 1 2  Bianchi fuhr den Force India mit der Nummer 12 im ersten freien Training. Hülkenberg übernahm das Fahrzeug anschließend für das restliche Rennwochenende.
2. 1 2  Bottas fuhr den Williams mit der Nummer 19 im ersten freien Training. Senna übernahm das Fahrzeug anschließend für das restliche Rennwochenende.
3. 1 2  Clos fuhr den HRT mit der Nummer 23 im ersten freien Training. Karthikeyan übernahm das Fahrzeug anschließend für das restliche Rennwochenende.

## Klassifikationen

### Qualifying
| Pos.                                                                      | Fahrer             | Konstrukteur         | Q1       | Q2       | Q3       | Start |
| ------------------------------------------------------------------------- | ------------------ | -------------------- | -------- | -------- | -------- | ----- |
| 01                                                                        | Lewis Hamilton     | McLaren-Mercedes     | 1:21,794 | 1:21,060 | 1:20,953 | 01    |
| 02                                                                        | Romain Grosjean    | Lotus-Renault        | 1:22,755 | 1:21,657 | 1:21,366 | 02    |
| 03                                                                        | Sebastian Vettel   | Red Bull-Renault     | 1:22,948 | 1:21,407 | 1:21,416 | 03    |
| 04                                                                        | Jenson Button      | McLaren-Mercedes     | 1:22,028 | 1:21,618 | 1:21,583 | 04    |
| 05                                                                        | Kimi Räikkönen     | Lotus-Renault        | 1:22,234 | 1:21,583 | 1:21,730 | 05    |
| 06                                                                        | Fernando Alonso    | Ferrari              | 1:22,095 | 1:21,598 | 1:21,844 | 06    |
| 07                                                                        | Felipe Massa       | Ferrari              | 1:22,203 | 1:21,534 | 1:21,900 | 07    |
| 08                                                                        | Pastor Maldonado   | Williams-Renault     | 1:22,475 | 1:21,504 | 1:21,939 | 08    |
| 09                                                                        | Bruno Senna        | Williams-Renault     | 1:22,271 | 1:21,697 | 1:22,343 | 09    |
| 10                                                                        | Nico Hülkenberg    | Force India-Mercedes | 1:22,176 | 1:21,653 | 1:22,847 | 10    |
| 11                                                                        | Mark Webber        | Red Bull-Renault     | 1:22,829 | 1:21,715 | –        | 11    |
| 12                                                                        | Paul di Resta      | Force India-Mercedes | 1:21,912 | 1:21,813 | –        | 12    |
| 13                                                                        | Nico Rosberg       | Mercedes             | 1:22,079 | 1:21,895 | –        | 13    |
| 14                                                                        | Sergio Pérez       | Sauber-Ferrari       | 1:22,110 | 1:21,895 | –        | 14    |
| 15                                                                        | Kamui Kobayashi    | Sauber-Ferrari       | 1:22,801 | 1:22,300 | –        | 15    |
| 16                                                                        | Jean-Éric Vergne   | Toro Rosso-Ferrari   | 1:22,799 | 1:22,380 | –        | 16    |
| 17                                                                        | Michael Schumacher | Mercedes             | 1:22,436 | 1:22,723 | –        | 17    |
| 18                                                                        | Daniel Ricciardo   | Toro Rosso-Ferrari   | 1:23,250 | –        | –        | 18    |
| 19                                                                        | Heikki Kovalainen  | Caterham-Renault     | 1:23,576 | –        | –        | 19    |
| 20                                                                        | Witali Petrow      | Caterham-Renault     | 1:24,167 | –        | –        | 20    |
| 21                                                                        | Charles Pic        | Marussia-Cosworth    | 1:25,244 | –        | –        | 21    |
| 22                                                                        | Timo Glock         | Marussia-Cosworth    | 1:25,476 | –        | –        | 22    |
| 23                                                                        | Pedro de la Rosa   | HRT-Cosworth         | 1:25,916 | –        | –        | 23    |
| 24                                                                        | Narain Karthikeyan | HRT-Cosworth         | 1:26,178 | –        | –        | 24    |
| 107-Prozent-Zeit: 1:27,519 min (bezogen auf Q1-Bestzeit von 1:21,794 min) |                    |                      |          |          |          |       |

Anmerkungen
1. 1 2 3 4 5 6 7 8 9 10 11 12 13 14 15 16 17 18 19 20  Rennwagen mit KERS

### Rennen
| Pos. | Fahrer             | Konstrukteur         | Runden | Stopps | Zeit        | Start | Schnellste Runde |
| ---- | ------------------ | -------------------- | ------ | ------ | ----------- | ----- | ---------------- |
| 01   | Lewis Hamilton     | McLaren-Mercedes     | 69     | 2      | 1:41:05,503 | 01    | 1:25,677 (65.)   |
| 02   | Kimi Räikkönen     | Lotus-Renault        | 69     | 2      | + 1,032     | 05    | 1:25,728 (41.)   |
| 03   | Romain Grosjean    | Lotus-Renault        | 69     | 2      | + 10,518    | 02    | 1:26,050 (59.)   |
| 04   | Sebastian Vettel   | Red Bull-Renault     | 69     | 3      | + 11,614    | 03    | 1:24,136 (68.)   |
| 05   | Fernando Alonso    | Ferrari              | 69     | 2      | + 26,653    | 06    | 1:25,738 (65.)   |
| 06   | Jenson Button      | McLaren-Mercedes     | 69     | 3      | + 30,243    | 04    | 1:25,831 (58.)   |
| 07   | Bruno Senna        | Williams-Renault     | 69     | 2      | + 33,899    | 09    | 1:26,248 (65.)   |
| 08   | Mark Webber        | Red Bull-Renault     | 69     | 3      | + 34,458    | 11    | 1:25,402 (41.)   |
| 09   | Felipe Massa       | Ferrari              | 69     | 2      | + 38,350    | 07    | 1:25,920 (54.)   |
| 10   | Nico Rosberg       | Mercedes             | 69     | 2      | + 51,234    | 13    | 1:25,830 (58.)   |
| 11   | Nico Hülkenberg    | Force India-Mercedes | 69     | 2      | + 57,283    | 10    | 1:26,073 (60.)   |
| 12   | Paul di Resta      | Force India-Mercedes | 69     | 2      | + 1:02,887  | 12    | 1:25,976 (57.)   |
| 13   | Pastor Maldonado   | Williams-Renault     | 69     | 3      | + 1:03,606  | 08    | 1:25,723 (63.)   |
| 14   | Sergio Pérez       | Sauber-Ferrari       | 69     | 2      | + 1:04,494  | 14    | 1:25,218 (65.)   |
| 15   | Daniel Ricciardo   | Toro Rosso-Ferrari   | 68     | 3      | + 1 Runde   | 18    | 1:26,508 (59.)   |
| 16   | Jean-Éric Vergne   | Toro Rosso-Ferrari   | 68     | 4      | + 1 Runde   | 16    | 1:26,061 (66.)   |
| 17   | Heikki Kovalainen  | Caterham-Renault     | 68     | 3      | + 1 Runde   | 19    | 1:26,595 (62.)   |
| 18   | Kamui Kobayashi    | Sauber-Ferrari       | 67     | 2      | DNF         | 15    | 1:25,745 (61.)   |
| 19   | Witali Petrow      | Caterham-Renault     | 67     | 3      | + 2 Runden  | 20    | 1:27,629 (59.)   |
| 20   | Charles Pic        | Marussia-Cosworth    | 67     | 2      | + 2 Runden  | 21    | 1:28,727 (22.)   |
| 21   | Timo Glock         | Marussia-Cosworth    | 66     | 2      | + 3 Runden  | 22    | 1:28,447 (55.)   |
| 22   | Pedro de la Rosa   | HRT-Cosworth         | 66     | 2      | + 3 Runden  | 23    | 1:28,765 (56.)   |
| –    | Narain Karthikeyan | HRT-Cosworth         | 60     | 2      | DNF         | 24    | 1:29,506 (56.)   |
| –    | Michael Schumacher | Mercedes             | 58     | 3      | DNF         | 17    | 1:26,778 (56.)   |

Anmerkungen
1. 1 2 3 4 5 6 7 8 9 10 11 12 13 14 15 16 17 18 19 20  Rennwagen mit KERS

## WM-Stände nach dem Rennen
Die ersten zehn des Rennens bekamen 25, 18, 15, 12, 10, 8, 6, 4, 2 bzw. 1 Punkt(e).

### Fahrerwertung
| Pos. | Fahrer             | Konstrukteur     | Punkte |
| ---- | ------------------ | ---------------- | ------ |
| 01   | Fernando Alonso    | Ferrari          | 164    |
| 02   | Mark Webber        | Red Bull-Renault | 124    |
| 03   | Sebastian Vettel   | Red Bull-Renault | 122    |
| 04   | Lewis Hamilton     | McLaren-Mercedes | 117    |
| 05   | Kimi Räikkönen     | Lotus-Renault    | 116    |
| 06   | Nico Rosberg       | Mercedes         | 77     |
| 07   | Jenson Button      | McLaren-Mercedes | 76     |
| 08   | Romain Grosjean    | Lotus-Renault    | 76     |
| 09   | Sergio Pérez       | Sauber-Ferrari   | 47     |
| 10   | Kamui Kobayashi    | Sauber-Ferrari   | 33     |
| 11   | Pastor Maldonado   | Williams-Renault | 29     |
| 12   | Michael Schumacher | Mercedes         | 29     |

| Pos. | Fahrer             | Konstrukteur         | Punkte |
| ---- | ------------------ | -------------------- | ------ |
| 13   | Paul di Resta      | Force India-Mercedes | 27     |
| 14   | Felipe Massa       | Ferrari              | 25     |
| 15   | Bruno Senna        | Williams-Renault     | 24     |
| 16   | Nico Hülkenberg    | Force India-Mercedes | 19     |
| 17   | Jean-Éric Vergne   | Toro Rosso-Ferrari   | 4      |
| 18   | Daniel Ricciardo   | Toro Rosso-Ferrari   | 2      |
| 19   | Heikki Kovalainen  | Caterham-Renault     | 0      |
| 20   | Witali Petrow      | Caterham-Renault     | 0      |
| 21   | Timo Glock         | Marussia-Cosworth    | 0      |
| 22   | Charles Pic        | Marussia-Cosworth    | 0      |
| 23   | Narain Karthikeyan | HRT-Cosworth         | 0      |
| 24   | Pedro de la Rosa   | HRT-Cosworth         | 0      |

### Konstrukteurswertung
| Pos. | Konstrukteur     | Punkte |
| ---- | ---------------- | ------ |
| 01   | Red Bull-Renault | 246    |
| 02   | McLaren-Mercedes | 193    |
| 03   | Lotus-Renault    | 192    |
| 04   | Ferrari          | 189    |
| 05   | Mercedes         | 106    |
| 06   | Sauber-Ferrari   | 80     |

| Pos. | Konstrukteur         | Punkte |
| ---- | -------------------- | ------ |
| 07   | Williams-Renault     | 53     |
| 08   | Force India-Mercedes | 46     |
| 09   | Toro Rosso-Ferrari   | 6      |
| 10   | Caterham-Renault     | 0      |
| 11   | Marussia-Cosworth    | 0      |
| 12   | HRT-Cosworth         | 0      |